# Tourterelle triste
Zenaida macroura
Espèce
Statut de conservation UICN

 LC  : Préoccupation mineure
La Tourterelle triste ou Tourterelle de la Caroline (Zenaida macroura) est une espèce d'oiseau de la famille des Columbidae dont la répartition géographique va de l'Amérique centrale au sud du Canada et inclut une partie des Caraïbes. Les individus situés au nord de cette zone migrent vers le sud lorsque les températures descendent au-dessous de 12 degrés Celsius.
Son habitat comprend des environnements ouverts et semi-ouverts, incluant les régions agricoles et urbaines. L'espèce s'est adaptée aux zones fortement modifiées par l'homme. La population totale est estimée à 130 millions d'individus, ce qui fait de cette espèce une des plus communes d'Amérique du Nord. Son chant plaintif « wou-ou-ou-ou » de même que le sifflement de ses ailes à l’envol sont entendus fréquemment dans son aire de répartition. Cet oiseau est chassé dans certaines régions en tant que gibier. C'est un oiseau rapide, capable de faire des pointes de 88 km/h en vol.
La Tourterelle triste a une livrée grise et brune. Le mâle et la femelle ont la même apparence. L'espèce est généralement monogame. Une nichée est habituellement constituée de deux jeunes. L'espèce est prolifique, on peut compter jusqu'à six nichées sur une année. Les deux parents s’occupent des jeunes. Les Tourterelles tristes se nourrissent principalement de graines de plantes indigènes et introduites.

## Description morphologique
La Tourterelle triste est un oiseau élancé de taille moyenne qui mesure environ 31 centimètres de long (extrêmes de 22 et 34 cm) et pèse en moyenne de 100 à 170 grammes. Les ailes sont larges et elliptiques. La tête est arrondie. La queue est longue et étroite. La Tourterelle triste est un oiseau percheur et ses pattes possèdent trois doigts vers l’avant et un doigt vers l’arrière. Les pattes sont courtes et de couleur rougeâtre. Le bec est court et foncé, avec une teinte brun-noirâtre.

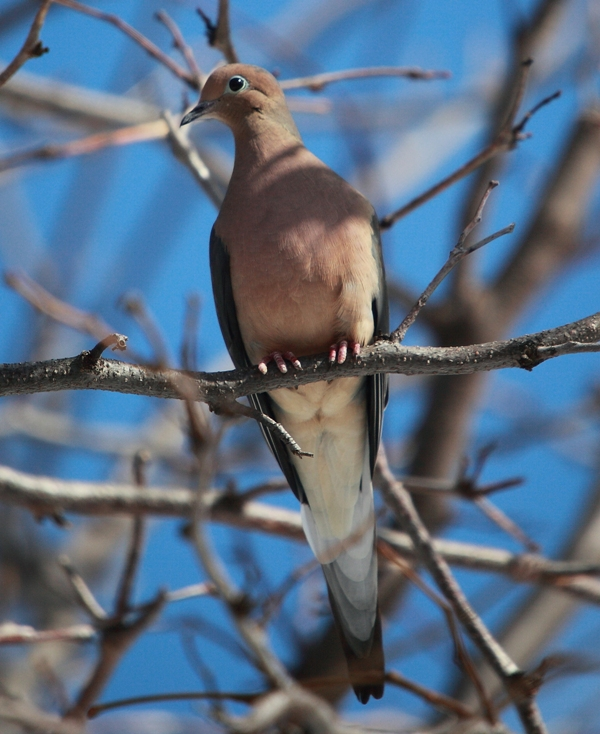
Tourterelle triste(Zenaida macroura)(Québec)
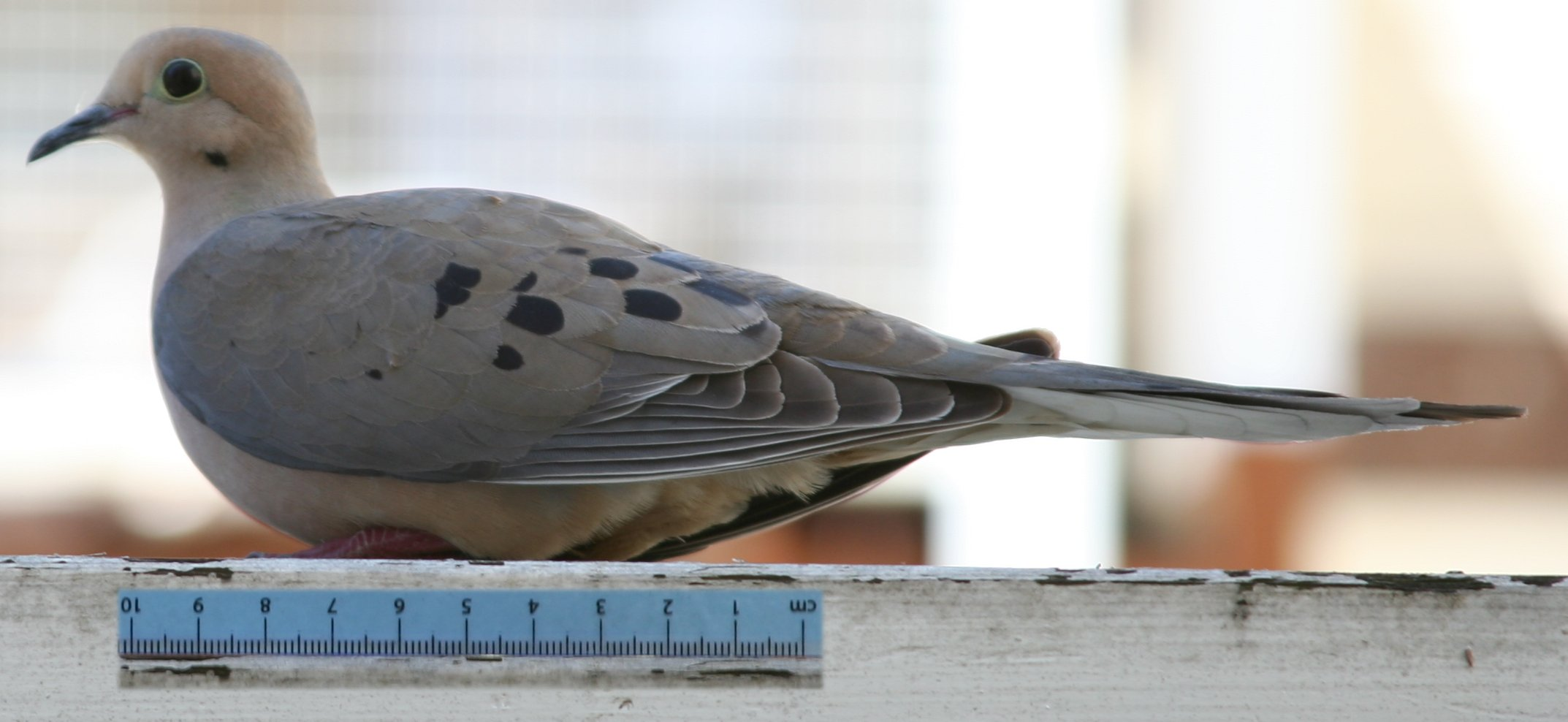
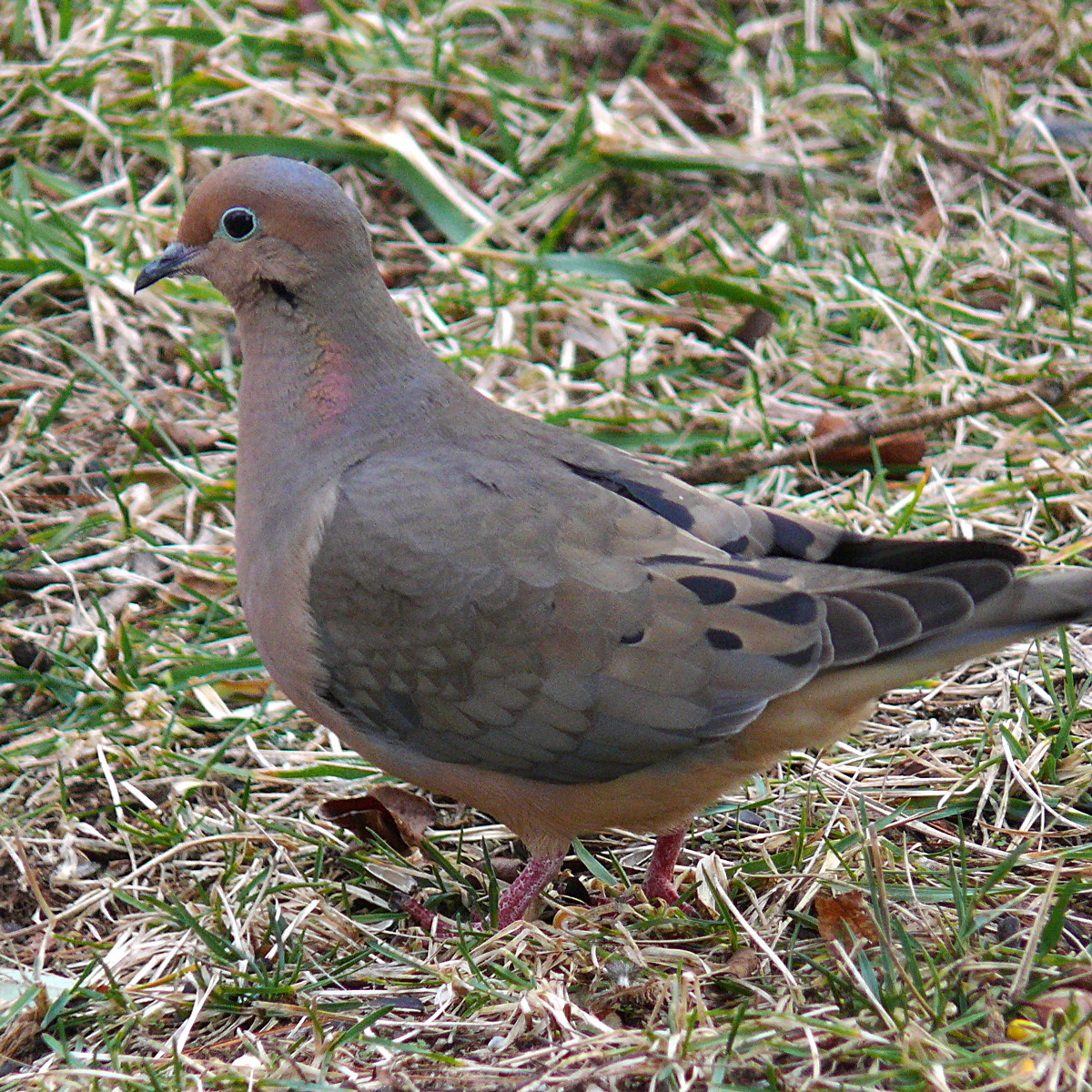
Une Tourterelle triste mâle avec ses taches iridescentes rose violacé sur les côtés du cou, son sommet du crâne gris et sa poitrine légèrement rosée Cliquez sur l'image pour l'agrandir
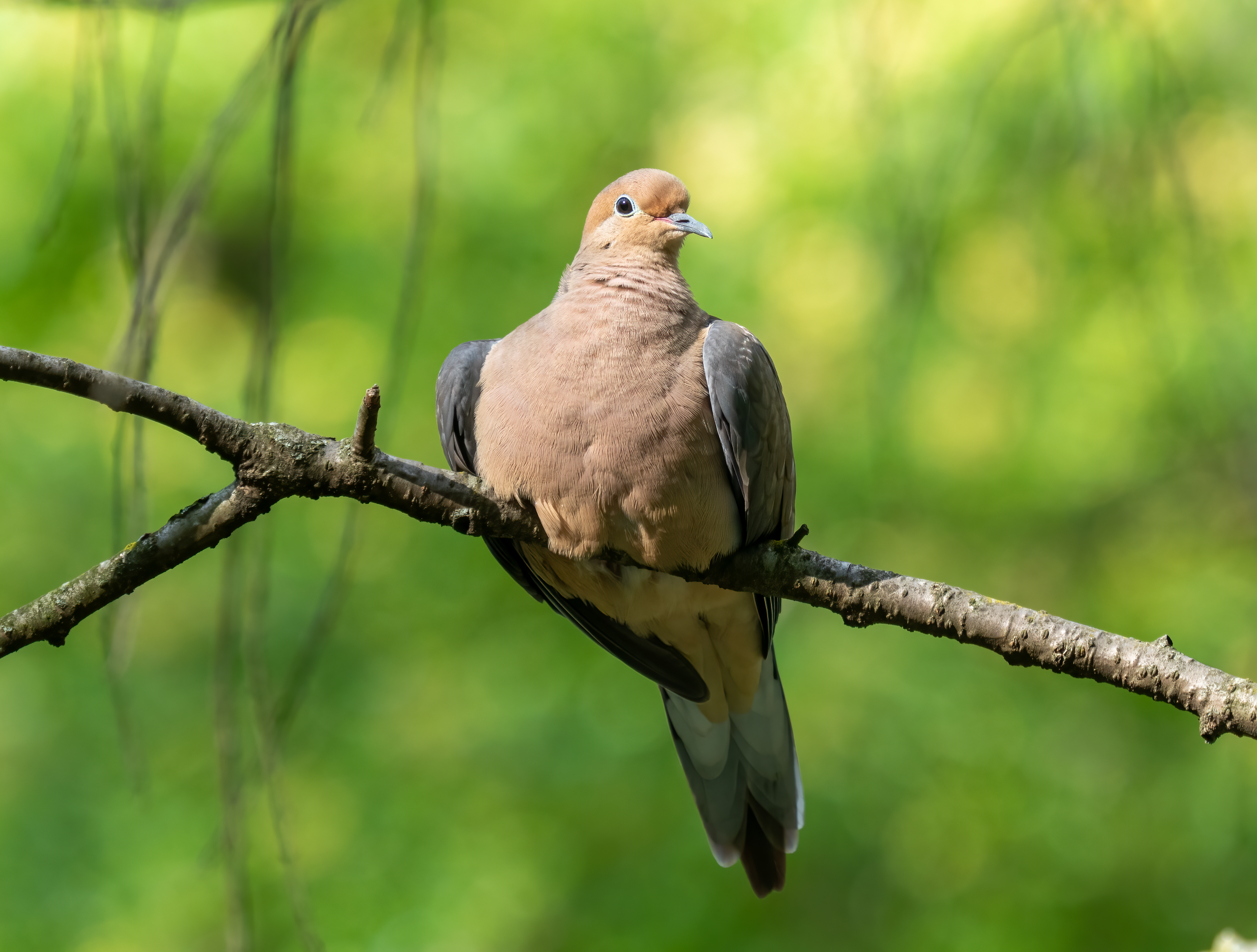
Une tourterelle triste à Prospect Park, New York. Mai 2023.

Sa livrée est généralement grise et brune tout en étant plus pâle et rosée sur les parties inférieures. Les ailes sont tachées de noir ; les rectrices externes sont blanches, ce qui contraste avec les rectrices internes noires. Une marque noire caractéristique en forme de croissant est présente sous chaque œil (partie inférieure des couvertures auriculaires). Les yeux sont foncés et entourés d’une zone dénudée pâle.
Le mâle adulte possède des taches iridescentes d’un mauve rosâtre vif sur les côtés du cou ; son plumage est légèrement rosé sur la poitrine. Le sommet de son crâne présente une couronne de plumes de couleur gris-bleu. Les femelles sont semblables aux mâles mais de coloration plus terne ; leur couleur dominante est le beige. Les juvéniles ont une apparence écaillée et sont généralement plus foncés.

## Comportement

### Locomotion
Les ailes produisent un sifflement pendant le vol.
Au sol, la Tourterelle triste marche sans sautiller.

### Alimentation

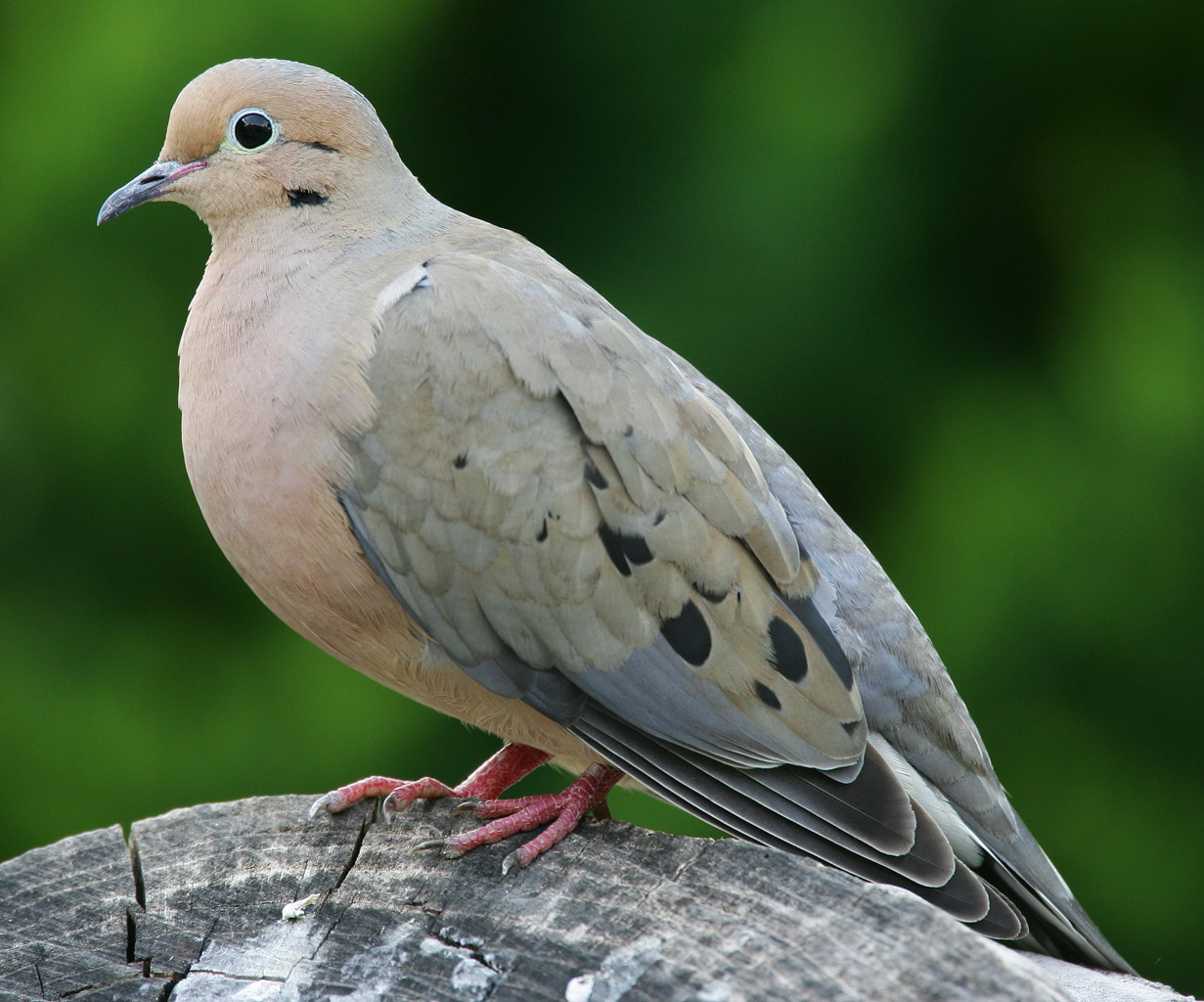
Une Tourterelle triste sur une souche d’arbre.

Comme la plupart des Columbidae, la Tourterelle triste boit par succion, sans lever la tête ni l'incliner sur le côté. Elle s'abreuve généralement à l'aube et au crépuscule.
La Tourterelle triste se nourrit presque exclusivement de graines qui constituent 99 % de son régime. Elle consomme rarement des escargots ou des insectes. En général, elle remplit son jabot et va ensuite se poser plus loin pour digérer. La Tourterelle triste avale souvent du gravier fin ou du sable ce qui facilite la digestion. Cette espèce cherche souvent sa nourriture au sol, même aux mangeoires.
La Tourterelle triste préfère les graines de certaines espèces de plantes comme les pignons de pin, les graines de liquidambar, de Phytolacca sp., d'amarante, d'alpiste, de maïs, de sésame et de blé. Lorsqu’elle ne peut trouver ses plantes préférées, la Tourterelle triste mange les graines d’autres plantes telles le sarrasin, le seigle, le gaillet gratteron et la renouée.
Aux mangeoires, la Tourterelle triste est l’une des espèces les moins sélectives d’Amérique du Nord, avec une préférence pour le maïs, le millet, le carthame des teinturiers et les graines de tournesol. Elle ne creuse ni ne gratte le sol, préférant manger ce qui est facilement visible. Quelquefois, les individus se nourrissent à partir de perchoirs.

### Relations intra et interspécifiques
Pour les relations avec l'humain, voir le paragraphe correspondant.

#### Comportement social
Le chant est un « couOUou-wou-wou-woooou » plaintif et caractéristique ; il est principalement émis par le mâle lors de sa recherche d'une partenaire. L'appel au nid (« cooOOoo ») est aussi utilisé par les mâles lorsqu'ils désirent attirer leur femelle vers le nid. Il existe aussi un appel de bienvenue (un « ork » très doux) quand les mâles rejoignent leurs partenaires au nid et un cri d'alarme (un « rou-ou » court) émis par mâle ou femelle quand ils se sentent menacés.

#### Relations interspécifiques
Les prédateurs principaux des tourterelles sont des rapaces diurnes comme les faucons et les éperviers. Pendant la saison de nidification, les corvidés, les quiscales, les chats domestiques ou les serpents se nourrissent de leurs œufs. Les Vachers à tête brune parasitent rarement les nids de la Tourterelle triste. Dans les nids parasités, les parents rejettent environ un tiers des œufs de Vacher. De plus, le régime alimentaire végétarien des tourterelles ne convient pas aux vachers.

#### Parasites et maladies
Les Tourterelles tristes peuvent être affectés par plusieurs maladies et parasites, incluant les cestodes, les nématodes, les acariens et les mallophages. Le parasite Trichomonas gallinae, présent dans la bouche, est particulièrement dangereux. Bien qu’une Tourterelle triste puisse quelquefois être porteuse sans symptômes, la présence du parasite occasionne souvent des excroissances jaunâtres dans la bouche et l’œsophage qui amènent l’hôte à mourir de faim. L’Avipoxvirus est une maladie virale commune dont les vecteurs sont des insectes.

### Reproduction

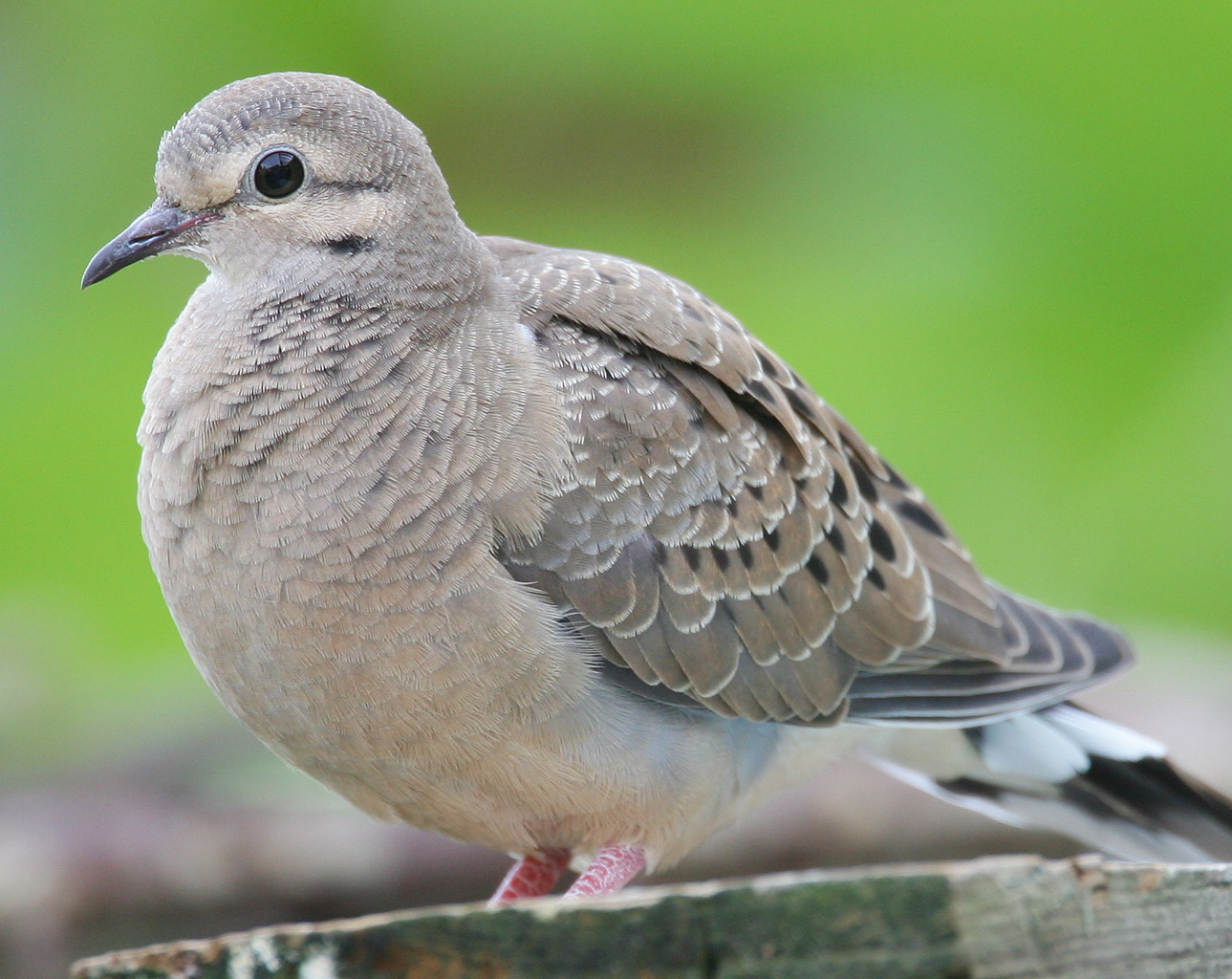
Un juvénile.

La Tourterelle triste est monogame et les partenaires d’un couple sont fortement attachés l’un à l’autre. Les membres d’un couple se rejoignent généralement au même endroit à chaque saison de reproduction, ou peuvent rester ensemble pendant tout l’hiver. Cependant, des individus solitaires vont trouver de nouveaux partenaires si nécessaire.
Le mâle débute la parade nuptiale avec un vol bruyant, suivi par un gracieux vol plané circulaire effectué les ailes étendues et la tête baissée. Après l’atterrissage, le mâle s’approche de la femelle la poitrine bombée, hochant la tête et avec de forts cris. Les couples appariés vont souvent se toiletter mutuellement.
Le mâle montre à la femelle des sites potentiels de nidification et la femelle en sélectionne un. La femelle construit le nid tandis que le mâle rassemble du matériel de nidification et le lui apporte. Le mâle se pose sur le dos de la femelle et lui présente le matériel de nidification qu’elle incorpore alors au nid. Le nid est construit grossièrement de brindilles, d’aiguilles de conifères ou de brins d’herbes. Les Tourterelles tristes se servent quelquefois des nids non utilisés d’autres couples de Tourterelles tristes, d’autres oiseaux ou de mammifères arboricoles tels les écureuils.
La plupart des nids sont dans les arbres, décidus ou conifères. Quelquefois, ils nichent dans des arbustes, des plantes grimpantes ou sur des structures artificielles comme des bâtiments ou des pots de fleurs suspendus. Les Tourterelles tristes peuvent nicher au sol lorsqu’il n’y a pas de sites de nidification convenables ailleurs.
La couvée comprend presque toujours deux œufs de petite taille et de couleur blanche. Il arrive qu'une femelle ponde dans le nid d'un autre couple, ce qui porte le nombre d'œufs dans le nid à 3 ou 4. Les deux parents couvent, le mâle du matin à l’après-midi et la femelle le reste du temps. Les Tourterelles tristes sont des parents dévoués; les nids sont rarement laissés sans surveillance.
L’incubation dure environ deux semaines. Les oisillons sont fortement nidicoles puisqu’ils naissent sans défense et recouverts uniquement de duvet. Les deux parents produisent du lait de pigeon et en nourrissent les oisillons pendant les premiers jours suivants l’éclosion. Le lait de pigeon est graduellement supplémenté de graines et d’autres types de nourriture. Les oisillons quittent le nid de 11 à 15 jours après l’éclosion, c'est-à-dire avant qu'ils aient fini de grandir mais après qu’ils sont capables de digérer la même nourriture que les adultes. Ils resteront près des adultes pendant quelques semaines pour être nourris.
Les Tourterelles tristes se reproduisent de façon prolifique. Dans les régions les plus chaudes, un couple peut élever jusqu’à six couvées par saison de reproduction. Un taux de reproduction élevé est nécessaire à la survie de l’espèce puisque la mortalité est également élevée. Chaque année, la mortalité peut atteindre 58 % chez les adultes et 69 % chez les juvéniles.

### Autres comportements
La Tourterelle triste peut parfois prendre des bains de soleil ou des douches sous la pluie en se couchant sur le sol ou sur une branche horizontale d'arbre, se penchant en avant et étirant une aile puis gardant cette posture jusqu'à 20 minutes. Il lui arrive aussi de prendre des bains dans des flaques d'eau. Les bains de poussières sont courants eux aussi.
En dehors de la saison de nidification, la Tourterelle triste se perche en groupe pour la nuit, dans un arbre à la couronne dense. Elle dort la tête posée entre les épaules et non enfouie sous les plumes comme chez de nombreuses autres espèces.

## Répartition et habitat

### Habitat
La Tourterelle triste occupe plusieurs habitats dont les zones urbaines, les fermes, les prairies et les milieux légèrement boisés. Elle évite les marais et les forêts denses. Elle niche dans les arbres de plusieurs grandes villes comme New York, Chicago et Atlanta ainsi que dans les forêts des Appalaches et des montagnes Rocheuses.
Cette espèce se complaît dans les milieux altérés par les humains. Les colons et immigrants ont défriché les forêts qui recouvraient une grande partie de l’Amérique du Nord, ce qui créa de nouveaux habitats pour la Tourterelle triste.

### Répartition

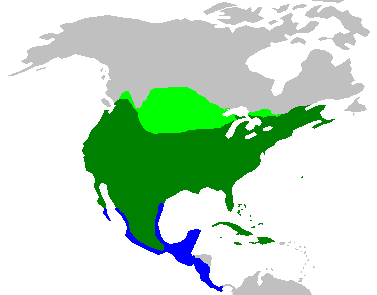
habitat d'été
habitat permanent
zone d'hivernage

L’aire de répartition de la Tourterelle triste est estimée à 11 millions de kilomètres carrés. Cette espèce est résidente dans les Grandes Antilles, dans une grande partie du Mexique et du continent nord-américain (exception faite de l’extrême Nord). L’espèce est présente en Amérique centrale en hiver et dans les prairies canadiennes en été. La Tourterelle triste a été observée dans le Nord du Canada, en Alaska et en Amérique du Sud.
Elle a également été observée au moins sept fois dans la région paléarctique de l’ouest, dont cinq fois dans les Îles Britanniques, une fois aux Açores et une fois en Islande. En 1963, la Tourterelle triste a été introduite à Hawaii et depuis 1998, il y existe une petite population dans le district de Kona Nord.
La Tourterelle triste est présente sur l'île Socorro depuis au moins 1988 alors que la Tourterelle de Socorro en est extirpée.

### Migration
La migration printanière vers le nord se déroule de la fin mars à mai tandis que la migration automnale vers le sud a lieu de la fin août jusqu’à novembre. Les premiers à partir sont les juvéniles, suivis des adultes (femelles puis mâles). La plupart des Tourterelles tristes migrent le long de corridors de migration principalement terrestres. La migration a généralement lieu pendant le jour, à faible altitude et les individus se regroupent. Les individus du Canada migrent sur les plus longues distances, leur aire d’hivernage se trouvant probablement au Mexique ou plus au sud. Ceux qui nichent plus au sud sont relativement sédentaires avec des migrations partielles. Au sud de leur aire de répartition, les Tourterelles tristes sont résidentes.

## Systématique

### Étymologie
Le nom scientifique du genre fut donné en 1838 par le zoologiste français Charles-Lucien Bonaparte en l’honneur de sa femme Zénaïde. Le nom de l’espèce macroura vient des mots grecs signifiants « grand » et « queue ». Le terme « triste » du nom vernaculaire provient du chant de l’espèce.

### Taxonomie
La Tourterelle triste est proche parente de la Tourterelle oreillarde (Zenaida auriculata) et de la Tourterelle de Socorro (Zenaida graysoni). Certains auteurs décrivent ces espèces comme formant une super-espèce, et elles sont quelquefois classifiées dans un genre à part, Zenaidura, mais la classification classique les place avec les autres espèces du genre Zenaida. Bien que ces trois espèces forment apparemment un sous-groupe dans le genre Zenaida, la séparation de ces trois espèces dans un genre distinct (Zenaidura) aurait pour conséquence de rendre paraphylétique le genre Zenaida, actuellement monophylétique.
La Tourterelle de Socorro et la Tourterelle triste étaient considérées auparavant comme conspécifiques bien qu’il existe plusieurs différences au niveau du comportement, des cris et de l’apparence. Ces différences ont été utilisées pour justifier leur séparation en deux espèces distinctes.
Selon la classification de référence du Congrès ornithologique international (15.1, 2025) elle se répartit en cinq sous-espèces  (ordre phylogénique) :
- Z. m. marginella (Woodhouse, 1852) — ouest des États-Unis et du Canada, Mexique ;
- Z. m. carolinensis (Linnaeus, 1766) — est des États-Unis et du Canada, Bermudes et Bahamas ;
- Z. m. macroura (Linnaeus, 1758) — Cuba, Hispaniola, Porto Rico et Jamaïque ;
- Z. m. clarionensis (Townsend, CH, 1890) — île Clarion ;
- Z. m. turturilla Wetmore, 1956 — Costa Rica et ouest du Panama.

Les cinq sous-espèces sont toutes semblables physiquement et ne sont pas facilement différenciables. Le type pour l’espèce possède des ailes plus courtes et est de coloration plus terne et plus sombre que l’individu « moyen ». Z. m. carolinensis a de plus longues ailes et de plus longs doigts, un bec plus court et une coloration plus sombre. Z. m. marginella possède de plus longues ailes, un bec plus long, des doigts plus courts et un plumage plus terne et clair. Chez la sous-espèce clarionensis, l’écartement entre les doigts est plus large, le bec est plus large également et le plumage est d’un brun plus sombre. Chez turturilla, les pattes et les ailes sont plus courtes, le bec est plus long et la coloration générale est plus grise.
Les aires de répartition de la plupart des sous-espèces se recouvrent un peu, avec trois sous-espèces aux États-Unis ou au Canada. La sous-espèce macroura est présente dans toutes les Grandes Antilles et a récemment envahi les Keys de la Floride. La sous-espèce carolinensis est surtout présente dans l’Est de l’Amérique du Nord, aux Bermudes et aux Bahamas. La sous-espèce marginella se retrouve dans l’Ouest de l’Amérique du Nord et en certains endroits du Mexique. La plupart des individus du Canada font partie de cette sous-espèce. Z. m. clarionensis se retrouve uniquement sur l'île Clarion, sur la côte Pacifique du Mexique. Z. m. turturilla est présente en Amérique centrale.

## La Tourterelle triste et l'homme

### Statut
Birdlife International a estimé le nombre d’individus à environ 130 millions. Le nombre important d’individus combiné à une vaste aire de répartition explique pourquoi le statut de la Tourterelle triste est considéré de préoccupation mineure, ce qui veut dire que l’espèce n’est pas en danger immédiat.
C'est une espèce gibier dont le tir est autorisé : environ 45 millions de Tourterelles tristes sont tuées chaque année par des chasseurs. Il semble y avoir des déclins à l’ouest de son aire de répartition et en raison de l'utilisation de munitions toxiques (cartouches à grenaille de plomb), cet oiseau qui ingère des billes de plomb au lieu de « grit » fait partie de ceux qui sont assez fréquemment victime de saturnisme aviaire,. Le phénomène, qui peut être source d'intoxication aiguë mortelle en quelques jours, ou d'intoxication chronique, est scientifiquement connu pour cette espèce particulière depuis au moins 1968, année durant laquelle on a montré que le saturnisme aviaire était une menace pour la reproduction et la survie à  long terme de l'espèce. D'autres études (dont expérimentales) ont confirmé que ce phénomène pouvait être localement important,

### Image culturelle

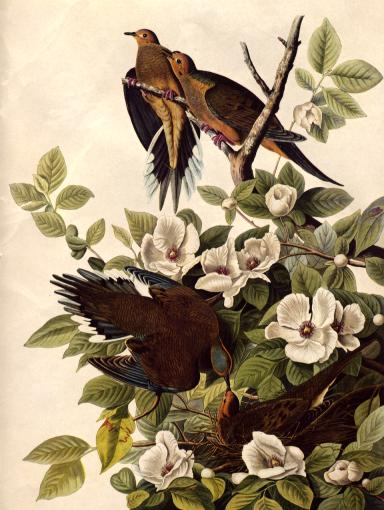
Tourterelle triste par Audubon

La sous-espèce carolinensis est le symbole de paix officiel du Wisconsin. Sa chasse est légale au Wisconsin.
La Tourterelle triste est également le symbole de paix officiel du Michigan et est représentée sur la planche 286 de Les Oiseaux d'Amérique de Jean-Jacques Audubon sous le nom de Carolina Pigeon ce qui signifie « Pigeon de la Caroline » alors que son nom anglais réel est Mourning Dove.